# Yu Yasukawa
Yu Yasukawa (født 24. maj 1988) er en japansk fodboldspiller.